# Alfredo Fornaresio
Alfredo Fornaresio fue un actor de reparto cinematográfico y teatral argentino.

## Carrera
Fornaresio fue un actor secundario cómico que  acompañó a primeras figuras de la Época de Oro del cine argentino como Pepe Arias, Eva Franco, Elías Alippi, Amelia Bence, Angelina Pagano, Enrique Serrano, Luis Sandrini, Mecha Ortiz, Sabina Olmos y Juan Carlos Thorry, Delia Garcés, entre muchos otros.
Paralelamente hizo su basta carrera teatral principalmente en la década del '30.  Integró entre 1932 y 1933 la "Compañía Dealessi-Camiña-Caplán-Serrano" conformada por la primera actriz Pierina Dealessi, Alfredo Camiña, Marcos Caplán y Enrique Serrano. En el elenco también se le sumaban Aparicio Podestá, María Armand, Malva Castelli, Martín Zabalúa, Gonzalo Palomero, Tomás Hartich, Arturo Podestá, Juan Castro, Cora Farías, Juan Viura, Tito Carné, entre otros. Con este grupo teatral estrena en teatros como el Smart o el Cómico, las obras La vuelta de Miss París, Detrás de cada puerta, Fiesta de Santa Angélica, Una santa en el infierno, entre otras. En 1936 hizo la obra La hermana Josefina junto a los actores Julio Renato, Tito Climent, Rodolfo Díaz Soler, Gerardo Rodríguez y Raúl Tilbe . En 1941 forma parte de la Gran Compañía Argentina de Revistas encabezado por Sofía Bozán, Marcos Caplán, Severo Fernández, Alberto Anchart, Juan Carlos Thorry, Lita Enhart, Elsa del Campillo, y gran elenco, con la que estrenó las obras Gran "Doping" Electoral y Los pecados capitales y... provinciales en el Teatro Maipo .

## Filmografía
- 1938: Maestro Levita
- 1939: Los pagarés de Mendieta
- 1939: Bartolo tenía una flauta
- 1939: Palabra de honor
- 1940: Un bebé de contrabando
- 1940: Medio millón por una mujer
- 1940: El haragán de la familia
- 1940: Carnaval de antaño
- 1941: Persona honrada se necesita[5]

## Teatro
- 1941: Los pecados capitales y... provinciales.
- 1941: Gran "Doping" Electoral.
- 1933: Se vende una negra, con la Compañía de Pierina Dealessi - Alfredo Camiña - Marcos Caplán - Enrique Serrano. Estrenada en el Teatro Smart.[6]
- 1932: La vuelta de Miss París
- 1932:Detrás de cada puerta
- 1932:Fiesta de Santa Angélica
- 1932: Una santa en el infierno